# Lamborghini
Automobili Lamborghini S.p.A. [izgovor: ˌlamborˈgiːni], ili jednostavnije Lamborghini, talijanski je proizvođač sportskih automobila vrhunskih performansi koji je smješten u malom talijanskom selu Svete Agate Bologneske u blizini Bologne. Lamborghini je danas poduzeće u vlasništvu njemačkog proizvođača Audi AG, koje je ustvari poduzeće u vlasništvu Volkswagena. 
Talijansku tvrtku osnovao je 1963. godine poslovni čovjek Ferruccio Lamborghini (1916. – 1993.) koji je posjedovao uspješnu tvornicu traktora, Lamborghini Trattori S.p.A. 

## Povijest
Uobičajena verzija priče koji je ispričao sin Ferrucia Lamborghinija, glasi da je Ferruccio Lamborghini otišao se sastati s Enzom Ferrarijem u tvornicu Ferrari kako bi se požalio na kvačilo Ferrarija 250 GT kojeg je posjedovao. Ferrari ga je otjerao kazavši mu da ubuduće vozi traktore pošto ne zna voziti automobile. Lamborghini se vratio u svoju tvornicu, rastavio kvačilo svojeg Ferrarija i vidio da je proizvođač kvačila za Ferrari isti kao i za njegove traktore. U svom skladištu pronašao je rezervni dio koji je smatrao prikladnim i kada ga je ugradio, kvar je bio riješen.
Ferruccio je odlučio da će automobil imati V12 motor i zaposlio je talentiranog mehaničara Giotta Bizzarrinija koji je prije radio na Ferrariju V12. Novi motor razvijao iznenađujućih 350 konjskih snaga. Automobil u koji postavljen motor dizajnirao je Franco Scaglione (Scaglione-Touring).
Ovaj Lamborghini 350GTV prototip javno se pojavio 1963. godine na Torinskom autosalonu. Prodaja proizvodnog modela poznatog kao 350GT počela je sljedeće godine s velikim uspjehom (preko 130 primjeraka). Rođen pod horoskopskim znakom bika, Ferruccio Lamborghini uzeo je bika kao oznaku za marku svog novog automobila.
Nakon 350GT slijedio je 400GT. Odlična prodaja oba modela osigurala je tvrtki dovoljna sredstva za dizajniranje prvog superautomobila - legendarne Lamborghini Miure.
Premijeru u studenom 1965. godine na Torinskom autosajmu vodio je sam Ferruccio. Za manje od godine, u ožujku 1966. godine potpun auto je predstavljen na Ženevskom autosalonu (u Torinu je predstavljen samo vanjski izgled). Automobil je nazvan prema poznatom treneru bikova za borbu, don Eduardu Miuri. Miura je bio potpuni uspjeh Lamborghinija. 111 ih je prodano 1967. i taj uspjeh je tvrtku potisnuo u mali svijet egzotičnih proizvođača superautomobila. Zbog prelijepog izgleda i odličnih performansi Miura je najcjenjeniji Lamborghini među skupljačima automobila.
Godine 1971. Lamborghini je predstavio neobični LP500 Countach prototip. Naziv je dobio prema riječi u talijanskom slengu koju koristi osoba koja je upravo vidjela lijepu ženu. Proizvodnja je počela tri godine kasnije. Prototip je bio prvi automobil koji je započeo Lamborghini tradiciju vrata koja se otvaraju okomito, zajedno s okomito postavljenim stražnjim usisncima zraka. Korišten je isti četverolitreni V12 motor.
Godine 1972. tvrtka je doživjela krizu. Velika narudžba traktora za Južnu Ameriku je poništena, čineći beskorisnom nadogradnju pogona koji je Lamborghini učinio očekujući porast proizvodnje. Gubitak sredstava prisilio je Ferruccia da proda dio svojeg udjela u tvornici traktora, koji je preuzeo Fiat. Na koncu je proizvodnje traktora preuzeo SAME (Same Deutz-Fahr). Traktori Lamborghini se prodaju i danas kao dio SAME Deutz-Fahr Group.
Kroz 70-te prodaja Countacha držala je tvrtku na životu. Uskoro je dio koji se bavio proizvodnjom automobila postao samodostatan i profitabilan. Lamborghini je prodao ostatak svojeg udjela u tvrtki švicarskim investitorima. Umro je u veljači 1993. godine u starosti od 76 godina.
Naftna kriza sedamdesetih smanjila je prodaju snažnih automobila. Posljedica toga je bila smanjenje proračuna Lamborghinija i problemi nabave dijelova. Nakon narudžbe, na isporuku automobila se čekalo dvije godine što je smetalo kupcima. Isto tako, Lamborghiniji nikada nisu sudjelovali na utrkama i nikada nisu bili potpuno usavršeni. Tvrtka je dobila glas da izrađuje igračke za bogataše, dok Ferrari, Porsche i Maserati stvaraju zapažene karijere u svijetu automobilskih utrka.    
Od samoga početka automobili su imali stalne i skupe kvarove. U sedamdesetim su stvari postale vrlo teške kada su auti morali proći testove ispusta ispušnih plinova u SADu. Svi ti faktori pridonijeli su padu tvrtke. Kao i mnogi drugi egzotični talijanski automobili, kvaliteta konstrukcije i dijelova je vrlo često bila loša. 1978. Lamborghini je proglasio bankrot. Talijanski sud je zadužen da pronađe kupca i braća Mimran iz Švicarske preuzeli su tvrtku. 1980-ih pod novim vodstvom stvari su za tvrtku krenule nabolje.
U iznenadnom preokretu tvrtka je prodana Chrysler korporaciji. U to vrijeme je Lamborghini radio na Countachevom nasljedniku Diablu. Tom projektu Chrysler je pridodao svoje neiscrpne resurse, pridonio dizajnu, smanjio količinu ispušnih plinova sukladno normama i uveo nove proizvodne tehnike. Rezultat je bio još jedan uspjeh za tvrtku. Lamborghini Diablo postao je slavan kao i njegovi prethodnici i ponovno je proizvođača bio na vrhuncu. 
1994.g. Chrysler je bio primoran prodati Lamborghini indonezijskoj investicijskoj grupi koju je vodio Tommy Suharto. Do prodaje je došlo zbog loših ekonomskih okolnosti za Chrysler, istih koje su u kasnim devedesetima primorale indonezijske vlasnike da ponovno prodaju tvrtku. Njemačka automobilska tvrtka Audi AG postao je zainteresiran za tvrtku i u nizu kompleksnih transakcija postala je 1998. godine jedini vlasnik Lamborghinija.
Posljednji vlasnik Lamborghinija snažno je utjecao na dizajn zadnjeg superautomobila današnjeg Murcielaga.
Lamborghinijevi modeli danas su među najsnažnijim, najskupljim i najekskluzivnijim serijski proizvedenim automobilima na cesti. Razni Lamborginijevi modeli imaju različite ekskluzivne značajke kao što su karbonski krov, high-tech V10 motor, i stilske značajke potpisane od strane imena kao što su Franco Scaglione, Touring of Milan, Zagato, Mario Marazzi, Bertone, ItalDesign i Marcello Gandini.

### Vlasnici
Lamborghini je imao mnoge vlasnike: 	 
- Ferruccio Lamborghini 1963–1972
- Georges-Henri Rossetti i René Leimer 1972–1977
- bankrot 1977–1984
- Patrick Mimram (upravljao 1980–1984) 1984–1987
- Chrysler 1987–1994
- Megatech 1994–1995
- V'Power, Mycom 1995–1998
- Audi AG 1998-danas

## Modeli
| Godina proizvodnje | Model                  | Broj proizvedenih automobila | Snaga [kW/ks]   | Vmax [km/h] | 0–100-km/h- [s] | Slika |
| ------------------ | ---------------------- | --- | --------------- | ----------- | --------------- | ----- |
| 1964.–1967.        | Lamborghini 350GT      | 135 | 206/360         | 250–280     | 6,8             |       |
| 1966.–1968.        | Lamborghini 400GT      | 23 250 kao 2 + 2 | 235/320         | 270         | 6,4             |       |
| 1966.–1973.        | Lamborghini Miura      | 275 338 kao S 150 kao SV | 235–309/320–420 | 274–295     | 5,5–6,8         |       |
| 1968.–1970.        | Lamborghini Islero     | 155 kao 400 GT 75 kao 400 GTS | 235–257/320–350 | 260–265     | 6,2             |       |
| 1968.–1978.        | Lamborghini Espada     | 176 kao S1 578 kao S2 472 kao S3 | 257/350         | 245         | 6,5             |       |
| 1970.–1976.        | Lamborghini Jarama     | 177 kao 400 GT 150 kao 400 GTS | 257–268/350–365 | 245–270     | 5,9–6,8         |       |
| 1974.–1990.        | Lamborghini Countach   | 1 kao LP500 157 kao LP400 237 kao LP400S 321 kao 5000S 610 kao 5000SQV 657 kao 25°Anniversario | 260–335/353–455 | 275–330     | 4,2–5,9         |       |
| 1975.–1979.        | Lamborghini Urraco     | 21 kao P111 66 kao P200 520 kao P250 205 kao P300 | 134–195/182–265 | 215–260     | 5,5–7,1         |       |
| 1976.–1981.        | Lamborghini Silhouette | 55 kao P118 | 189/260         | 250         | 7,0             |       |
| 1981.–1988.        | Lamborghini Jalpa      | 420 kao P350 | 187/255         | 248         | 6,5             |       |
| 1982.–1993.        | Lamborghini LM002      | 301 | 335/455         | 223         | 8,2             |       |
| 1990.–2001.        | Lamborghini Diablo     | 873 kao 2wd 140 kao GT 30 kao GTR 466 kao VT Roadster 150 kao SE30 und 17 kao Jota 346 kao SV 31 kao SVR 529 kao VT 260 kao 6.0 42 kao 6.0 SE | 362–434/492–590 | 325–338     | 3,5–4,1         |       |
| 2001. – 2010.      | Lamborghini Murciélago | Murciélago Murciélago Roadster Murciélago LP640 Murciélago LP640 Roadster Reventón Murciélago LP670-4 SV Ukupno 4099 | 426–493/580–670 | 320–342     | 3,2–3,8         |       |
| od 2003.           | Lamborghini Gallardo   | Gallardo Gallardo Spyder Gallardo Superleggera Gallardo Nera Gallardo LP560-4 Gallardo LP560-4 Spyder Gallardo LP550-2 Valentino Balboni Gallardo LP570-4 Superleggera Gallardo LP570-4 Spyder Performante Gallardo LP570-4 Super Trofeo Stradale | 368–419/500–570 | 309–325     | 3,4–4,3         |       |
| od 2011.           | Lamborghini Aventador  | Aventador | 515/700         | 350         | 2,9             |       |

Najpoznatiji modeli Miura, Diablo i Murcielago smatraju se najpoželjnijim automobilima danas i najzaslužniji su za slavu tvrtke. Trenutna ponuda (2007. godine) sastoji se od Murciélaga LP640, i Murciélaga LP640 Roadster i manjeg i jeftinijeg Gallarda i Gallarda Spyder. Svi su dvosjedi sa središnje smještenim motor i pogonom na sva četiri kotača. Stil je najvećim dijelom zasluga Luc Donckerwolkea. Budući modeli će možda obuhvatiti Gallardo s pogonom na zadnje kotače i SUV u smislu LM002. Dizajn na sljedećim modelima će potpisati Walter de'Silva koji je dizajnirao 2006 Miura koncept i zamijenio je Luc Donckerwolkea na čelu Centro Stile Lamborghini, odjelu za dizaj unutar Lamborghinija. 
Gallardo Special Edition sličan je Gallardu. Imaju isti motor i ovjes, ali se razlikuju u vanjskom izgledu: cijeli krov je načinjen od stakla.

## Trkaći modeli
Ferrucio Lamborghini postavio je pravilo da Lamborghini neće ulaziti u svijet utrka. Smatrao je da bi takav program bio prezahtjevan i preskup za tvrtku. Posljedično tome niti jedan automobil za utrke nije napravljen za vrijeme njegove uprave tvrtkom.
1972.g. nakon ulaska Fiata u tvrtku, upravljnje je pruzeo Rosetti, i Lamborghini je dogovorio suradnju s BMWom za proizvodnju trkačeg automobila u dovoljnoj količini za homologaciju. Lamborghini ipak nije uspio odraditi svoj dio dogovora i na kraju je automobil razvijen u BMW Motorsport Division pod oznakom BMW M1.
1986.g. Lamborghini je razvio model QVX za natjecanje u prvenstvu Grupe C. Jedan automobil je napravljen, ali je zbog nedostatka sponzorstva propustio čitavu sezonu. QVX se natjecao sam u jednoj utrci koja nije bila dio prvenstva. 1986. godine Southern Suns utrka duga 500km u Kyalamiu u Južnoafričkoj Republici, a autombilom je upravljao Tiff Needell. Iako je automobil bolje završio nego što je počeo, nije se uspjelo pronaći sponzore i program je otkazan.
Lamborghini je bio dobavljač motora za utrke Formule 1 za sezone od 1989. do 1993. Dobavljao je motore za momčadi Larousse, Ligier, Lotus, Minardi i "Lamborghini" momčadi koja ustvari nije bila momčad tvrtke. Kasnije 1991. godine Lamborghini motor Formule 1 korišten je u sportskom automobilu prvenstva Skupine C u momčadi Konrad KM-011. Međutim nakon nekoliko utrka projekt je obustavljen. Isti motor označen kao Chrysler, tada materinske tvrtke Lamborghinija testiran je od strane momčadi McLaren pred kraj sezone 1993. Motor je bio razmatran za sezonu 1994, ali je momčad odustala od pregovora i odabrala Peugeot motor, iako je prema glasinama Ayrton Senna bio douševljen performansama motora.
Dvije verzije trkaćeg modela Diabla su napravljena za Diablo Supertrofej (svi automobili u utrci su isti model), utrku koja se održavala od 1996.g. do 1999.g. U prvoj godini utrkivanja, korišten je model Diablo SVR, dok je ostale tri godine korišten Diablo 6.0 GTR.
Lamborghini je razvio Murcielago R-GT kao proizvođački trkaći automobil za natjecanje FIA GT prvenstvo, Super GT prvenstvo i Američku Le Mans seriju u 2004. godini. Najbolja pozicija na utrci u FIA GT prvenstvu osvojeno je na početku prvenstva u Valenciju gdje je automobil u momčadi Reiter Engineering završio treći.
U Super GT prvenstvu na stazi u Suzuka automobil je pobijedio u otvarajućoj rundi (momčad Japan Lamborghini Owners Club).
GT3 verziju Gallarda razvio je Reiter Engineering.

## Vanjske poveznice
- Službena stranica